# Colors (漫画)
『Colors』（カラーズ）は啄木鳥しんきによる日本の漫画作品。連載デビューから併せて2作目にあたる、初のオリジナル作品。『ファミ通ブロス』（エンターブレイン）にて連載された。単行本は全4巻。連載中に雑誌自体が休刊したため打ち切りとなり、完結していない。

## ストーリー
物語の舞台は、金色の髪を持つ一族の伝説が残る、激しい海流により鎖国状態に近い島「大島」。この島に伝わる忌まわしき一族「金色髪の一族」を思わせるような金色の髪の少女キリカと出会った、ゆかり便で働く2人の少年、ユータとセイジ。内気な彼女を時には励まし、時には叱咤しつつも、彼女との仲を深めていく。

## 登場人物

### ゆかり便
ユータ（雄太）
届け物屋のゆかり便で働く少年。警察官を目指していたが採用試験であっさり落ち、腹いせにゆかり便の部品を壊したため、借金返済のためにゆかり便で働いている。3人の中では一番乱暴者ではあるが、時にはその力任せな面が、内気なキリカを前進させる。
何事にもまずは力で解決しようとする面があり、時にはそれが複雑な方向へ進ませたり、相手を怒らせたりもするが、解決する方向へも導いたりする。家は左官屋。
キリカ（桐花）
作品のヒロインにして、キーキャラクター。大島では災いの一族として伝わる「金色髪」と同じ金色の髪を持つ少女。その髪色のためにいろいろな家々を転々としてきて、最終的にはヒロと暮らすこととなる。ゆかり便に来てからも内気で何もしようとしなかったが、ユータの強引さやセイジの理解、ヒロの優しさで、徐々に変わろうとする。
頑ななまでに髪を染めようとしなかったのは、いなくなってしまった父親に自分を見つけてもらうためであった。物心つく前に母が家を出て、父がそれを探しに出る。しばらくして母は（おそらく）亡くなったことを知るが、それでも父は帰って来なかった。当初はおばの家に預けられていたために軽く受け止めていたが、そのおばの家にもいられなくなり、様々な家を転々としてきた。もう父の顔も名前も思い出せなかったために、せめて自分だと分かるように目印として、迷惑になると承知の上で髪を染めなかった。また、手入れを毎日欠かさずに行い、大切にしていた。
警察上層部の企みを知り、身の上をユータたちに打ち明けた後、染めることはできないが、せめて驚かせることは減るのではないかと、長かった髪をユータの母・ハナエに切ってもらう。
車や人を浮かせることができたり、セルバ人に害なす装置の結界を解除できたりと、「金色髪の一族」を思わせる不思議な力を持つ。彼女自身にもその力はよく分からないらしいが、浮遊能力はある程度制御できている模様。左腕のブレスレットはユータからもらったもので、肌身離さず付けている。
セージ（誠治）
ゆかり便で働きながら法律学を勉強する学生。3人の中の頭脳担当。頭がよく、まず最初は理論的に考えることから始める。乱暴なユータのストッパー。
当初は金髪のキリカを快く思わなかったが、ユータの「大事なことを分かってない」という一言と、自分が同じ境遇だったことから、彼女と打ち解けようとする。その後は彼女にいろいろなことを教えており、距離はだいぶ縮まった。ユータに比べると物事に少々及び腰。
ヒロ
通称「ヒロさん」。ゆかり便のオーナーだが、運び屋は赤字経営なので、工場で働いてその赤字を補填している。いかなる時も頭ごなしに叱ったりせず、優しく諭す人。身寄りのないキリカを何も言わずに預かったりするなど、他人から見れば少し不安な面はあるが、間違っていると思っていることには真正面から間違っているといえる強い人。
現在はキリカと2人暮らし。以前はゆかりという妻がいたが病気で亡くし、それ以後はお見合いや再婚もしようとしなかった。子供の頃からゆかりのことが好きだったようで、ゆかり便という名前も妻の名が由来である。ユータの両親とは幼馴染で、「ヒロちゃん」と呼ばれている。

## その他の大島の人々
ブンタ
ユータの父親で左官屋をしている。ヒロさんとは幼馴染で、身寄りのないキリカを引き取ることとなったヒロさんを心配したりもした。ハナエが自宅にキリカを招待したときは金髪であるため不安だったが、次に登場したときは「キリちゃん」と呼んですっかりキリカを気に入っていた。
ハナエ
ユータの母親。ブンタと同じくヒロさんの幼馴染。肝っ玉母ちゃんという言葉がふさわしい人で、ブンタとユータのケンカをげんこつで黙らせる。キリカの金髪を恐れないどころか「華やかでいい」と褒め、毎日大切に髪の手入れをして守り続けていることにも気付き、もっと自信を持っていいとキリカを励ましてくれた。
外の大陸の出来事を経験して、一歩前進したキリカが髪を切って欲しいと頼んだ時は快く引き受けてくれる。
マトイ
ゆかり便によく訪れる女の子。セイジに憧れている。当初はゆかり便にキリカがいることを不安に思ったが、今ではそのキリカとも仲がいい。

### 警察
リナとミーナ
上司の命令でキリカを狙うパワフルな婦人警官。リナは活発で手錠の代わりか、ロープ付きの輪を、ミーナは三つ編みにメガネを掛けたおっとりしたお姉さん。2人ともその上司のことを慕っている。
コウ
長官の部下。金色髪を狙っている長官に従いつつも、リナとミーナにキリカを自分の元へ連れてくるよう命令しており、長官がキリカを見つけられないように画策している。
長官
金色髪を狙う警察上層部の人間。部下であるコウにキリカを見つけるよう命令しているが、コウにそれを阻まれていることを知らない。

## 外の大陸の人々

### メイ大陸・ヴィリディス
アルフォード＝ヴィリディス
ヴィリディスを治める若き王。大島からやってきたユータ達を、当初敵国イーリスの者と勘違いするも、ヴィリディスとイーリスの諍いを収めてくれた3人を歓迎するようになる。
まだ若いゆえに城の外に出ることを楽しみとし、以前は国境警備と称して城の外へとちょくちょく城外へ出ていたが、諍いが終わった後はそれもできなくなり、城での勉学に辟易している。
エスタ爺
ヴィリディス王家に仕える魔法使いの老人。攻撃や治療魔法を使うことができる。キリカからは「魔法使いのおじいちゃん」と呼ばれている。
ダイル
兵長を務める中年の男性。同時にアルフォードのお目付け役。

### メイ大陸・イーリス
プリムヴェーラ＝イーリス
イーリスの王女。父王が病気で倒れ、代わりにイーリスを守っていた。父の病気を治すために「青藍の瞳」を望んでいたが、それは彼女が望むような力を持っているわけではなく、両国が話し合いの場を持つためのものだった。
カルティア
イーリスの兵士。実は2つの宝石を狙っており、魔法の力を望んだが、結局それはできなかった。

### アルフェリア大陸・大聖森セルバ
サージェ
メイ大陸の出身だが、父を捜すために他国であるセルバで警備兵を務める女性。20歳。武器は左腕に着用した弓。
イーヴェン
セルバ国の男性だが、異国人であるサージェが好き。サージェの唯一の理解者であり、彼女がセルバを去る時は自分もセルバを去る覚悟を持っている。キリカと同じ金髪のため、キリカはセルバの人々を窮地から救ったことを感謝された。
リーデル
バチェラの復讐に迷うセルバを背負う王。他国人のバチェラが起こした事件でセルバの人々は他国人をよく思わないが、彼自身が愛した人も、バチェラと同じメイ大陸の人だった。彼がサージェの父である可能性が高いが、明言はされていない。
バチェラ
20年前、セルバから「結界石」を盗み出した罪で処刑された女性。20年経った現在、セルバに復讐しに来たと思われていたが、真実はセルバの人々を殺そうとする装置の結界を解除し、装置を止めるために「カーラル・トゥーチャ」を探していた。メイ大陸出身。

## 作中用語
大島（おおしま）
作品の主な舞台となる島。周囲が激しい海流のため、船などを使って海流の外に出ることができないため、鎖国状態にある。金色の髪を持つ一族を忌まわしいものとする伝説があり、キリカはこの伝説のために、大島の人からは騒がれてしまう。
ヴィリディス国ではコポロ旅行記に記された黄金の島とされており、激しい海流はロタシオンと呼ばれている。
ゆかり便（ゆかりびん）
ヒロさんが経営する届け物屋。基本的に赤字経営なので、ヒロさんが工場で働いた給料で補填されている。名前の由来はヒロさんの奥さんの名前でもあり、「ゆかり」には「縁」という意味もあることから付けられた。従業員はユータ、セイジ、キリカの3人。
飛行機
車の修理屋で見つけた謎の飛行物体。金色髪に関連するものとされ、実際にキリカの持つ力に反応し、キリカ達を乗せて飛行した。空高く飛ぶため、激しい海流なども超えることができる。形状は丸い香炉のような形で、飛行機には見えない。
青藍の瞳（ウルトラマリン）・真紅の瞳（クリムゾン）
それぞれヴィリディスとイーリスが持つ宝石で、「青藍の瞳」をヴィリディスが、「真紅の瞳」をイーリスが持つ。2つの国が対立し、いつか話し合いの場を持った時に、両国を隔てる大きな壁に設置することでこの壁をなくすことができる。しかし長年、この話し合いの場が持たれることがなかったためか、宝石を2つ揃えた者の望みを叶えることができると思われていた。
結界石（トゥーチャ）
セルバの特産品である不思議な石。大きさは小石程度。現在はバチェラが大量に盗んでしまったために数が少ない。
カーラル・トゥーチャ
普通のトゥーチャよりも強力な力を持つ、セルバ王家に伝わる石。名前の意味は「大切な人を守るための石」。サージェが母に託された首飾りがこのカーラル・トゥーチャで、彼女の父はリーデルの可能性が高いとされている。
グラスロニカ
キリカと同じ金色の髪を持つ一族のこと。魔法の力に長けており、現在魔法を行使できる者達よりも、何倍もの力を持つ魔法を使うことができた。ついには天変地異を起こす魔法を完成させるが、それを行使する前に表舞台から姿を消したという。

## 関連書籍
1. ISBN 4-7577-0512-3
2. ISBN 4-7577-0705-3
3. ISBN 4-7577-0884-X
4. ISBN 4-7577-1171-9